# Novo Selo Okićko
 Novo Selo Okićko  falu Horvátországban Zágráb megyében. Közigazgatásilag Klinča Selához tartozik.

## Fekvése
Zágráb központjától 23 km-re délnyugatra, községközpontjától 6 km-re északnyugatra a Plešivica-hegység délkeleti nyúlványán fekszik.

## Története
A falu területén található Okics ősi plébániatemploma, melyhez egykor a Száva és a Kulpa között a mainál sokkal nagyobb terület tartozott. A plébánia első írásos említése 1334-ben a zágrábi káptalan statutumában történt "ecclesiale Beate Virginis de Okich" néven. A templomot valószínűleg a közeli Okics várának urai építették, azonban pontos építési ideje nem ismert. Következő említése 1473-ban történt, amikor Márton nevű plébánosa bíróként működik közre egy Ivan kanonok által vezetett perben, mely a pálosok és a Povlakovićok között zajlott. A plébánia 1501-ben szerepel először egyházlátogatási jegyzőkönyvben. 1573-ban területét a felkelt parasztok ellen vonuló nemesi hadak pusztították el. 1593-ban a török  pusztította a plébánia alsó részeit, sokakat megölt, másokat fogságba hurcolt. 1622-ben a zágrábi főesperesi vizitáció "Sancta Maria in Kluka" alakban említi. 1649-ben "Sancta Maria sub Okich" azaz az Okics (vára) alatti Szűz Mária (egyháza) néven szerepel. 1848-ban a jobbágyfelszabadítás során az okicsi plébánia jobbágyai is szabadok lettek, földjei közül sokat megváltottak. 1865-ben megnyílt a plébánia első iskolája. 1912-ben a plébániatemplom melletti falu az Okićka Sveta Marija nevet kapta. Ezt a nevet 1947-ig viselte, amikor a kommunista hatóságok nevét Novo Selo Okićkora változtatták és azóta is ezt a nevet viseli. 1917-ben a templom harang nélkül maradt, mert harangjait a háborús célokra vették igénybe. Ezeket 1925-ben pótolták. 1934-ben a plébánia 600 éves ünnepi miséjét a később boldoggá avatott Alojzije Stepinac celebrálta. 1981-ben Repišćén felépült a plébánia új épülete és székhelye is ide helyződött át.
A falunak 1857-ben 104, 1910-ben 159 lakosa volt. Trianon előtt Zágráb vármegye Jaskai járásához tartozott. 2001-ben a falunak 121  lakosa volt.

## Lakosság
| Lakosság változása | Lakosság változása | Lakosság változása | Lakosság változása | Lakosság változása | Lakosság változása | Lakosság változása | Lakosság változása | Lakosság változása | Lakosság változása | Lakosság változása | Lakosság változása | Lakosság változása | Lakosság változása | Lakosság változása |
| ------------------ | ------------------ | ------------------ | ------------------ | ------------------ | ------------------ | ------------------ | ------------------ | ------------------ | ------------------ | ------------------ | ------------------ | ------------------ | ------------------ | ------------------ |
| 1857               | 1869               | 1880               | 1890               | 1900               | 1910               | 1921               | 1931               | 1948               | 1953               | 1961               | 1971               | 1981               | 1991               | 2001               |
| 104                | 112                | 130                | 158                | 158                | 159                | 137                | 188                | 168                | 179                | 182                | 176                | 155                | 149                | 121                |

## Nevezetességei
Szűz Mária tiszteletére szentelt plébániatemploma az ország egyik legrégibb szakrális épülete. A templom, melynek építési ideje nem ismert régebbi formájában gótikus volt. A gótikus szentélyt 1740-ben bontották le, mert nem felelt meg az új barokk főoltárnak. Az ekkori átépítéskor helyezték el a kóruson a templom első orgonáját is. 1762-ben a tornyot építették át, új piros borítású toronysisakot kapott, csúcsára pedig ekkor helyezték fel az aranyozott gömbön álló keresztet. 1877-ben elkezdődött a templom belső megújítása. 1888-ban egy tűzvészben leégett a szentély, megsemmisültek a templom régi festményei. A belső restaurálás Augustin Posilović mester nevéhez fűződik, az aranyozást és a festői munkákat Ferdo Quiquerez végezte 1890-ben. Ekkor készült el az új orgona is Hefer zágrábi műhelyében. 1960-ban a templom új tetőfedést kapott, 1967-ben a tornyot is újracserepezték. Utolsó külső megújítása 1987-ben történt a templom környezetének rendezésével. Búcsúnapja szeptember 8.